# Pallavolo ai Giochi della XXXII Olimpiade - Qualificazioni al torneo maschile (CEV)
Le qualificazioni europee di pallavolo maschile ai Giochi della XXXII Olimpiade si sono svolte dal 5 al 10 gennaio 2020 a Berlino, in Germania: al torneo hanno partecipato otto squadre nazionali europee e una si è qualificata per i Giochi della XXXII Olimpiade.

## Impianti
|                                                                          |  |  |
|                                                                          |  |  |
| Max-Schmeling-Halle Città: Berlino Capienza: 8 500 Anno d'apertura: 1996 |  |  |

## Regolamento

### Formula
Le squadre hanno disputato una prima fase con formula del girone all'italiana; al termine della prima fase le prime due classificate di ogni girone hanno acceduto alla fase finale per il primo posto, strutturato in semifinali e finale: la squadra vincitrice si è qualificata per i Giochi della XXXII Olimpiade.

### Criteri di classifica
Se il risultato finale è stato di 3-0 o 3-1 sono stati assegnati 3 punti alla squadra vincente e 0 a quella sconfitta, se il risultato finale è stato di 3-2 sono stati assegnati 2 punti alla squadra vincente e 1 a quella sconfitta.
L'ordine del posizionamento in classifica è stato definito in base a:
- Numero di partite vinte;
- Punti;
- Ratio dei set vinti/persi;
- Ratio dei punti realizzati/subiti;
- Risultati degli scontri diretti.

## Squadre partecipanti
| Squadra     | Qualificazione      |
| ----------- | ------------------- |
| Belgio      | 6ª nel ranking CEV  |
| Bulgaria    | 8ª nel ranking CEV  |
| Francia     | 3ª nel ranking CEV  |
| Germania    | Paese organizzatore |
| Paesi Bassi | 9ª nel ranking CEV  |
| Rep. Ceca   | 11ª nel ranking CEV |
| Serbia      | 1ª nel ranking CEV  |
| Slovenia    | 7ª nel ranking CEV  |

## Torneo

### Fase a gironi
| Girone A  | Girone B    |
| --------- | ----------- |
| Belgio    | Bulgaria    |
| Germania  | Francia     |
| Rep. Ceca | Paesi Bassi |
| Slovenia  | Serbia      |

#### Girone A

##### Risultati
| 5 gennaio 2020 Max-Schmeling-Halle, Berlino Durata: 1h:34 - Spettatori: 3 075 | Slovenia  | 3 - 0 | Belgio    | 25-23, 28-26, 25-20               |
| 5 gennaio 2020 Max-Schmeling-Halle, Berlino Durata: 1h:23 - Spettatori: 4 129 | Rep. Ceca | 0 - 3 | Germania  | 19-25, 22-25, 20-25               |
| 6 gennaio 2020 Max-Schmeling-Halle, Berlino Durata: 1h:32 - Spettatori: 2 519 | Belgio    | 0 - 3 | Germania  | 18-25, 23-25, 24-26               |
| 7 gennaio 2020 Max-Schmeling-Halle, Berlino Durata: 2h:17 - Spettatori: 1 132 | Belgio    | 3 - 2 | Rep. Ceca | 21-25, 28-26, 25-20, 22-25, 19-17 |
| 7 gennaio 2020 Max-Schmeling-Halle, Berlino Durata: 2h:18 - Spettatori: 2 377 | Germania  | 2 - 3 | Slovenia  | 34-32, 20-25, 25-19, 21-25, 12-15 |
| 8 gennaio 2020 Max-Schmeling-Halle, Berlino Durata: 1h:49 - Spettatori: 891   | Slovenia  | 3 - 1 | Rep. Ceca | 25-12, 28-26, 19-25, 28-26        |

##### Classifica
| Pos | Squadra   | Pt | G | V | P | SV | SP | Ratio | PF  | PS  | Ratio |
| --- | --------- | -- | - | - | - | -- | -- | ----- | --- | --- | ----- |
| 1.  | Slovenia  | 8  | 3 | 3 | 0 | 9  | 3  | 3,000 | 294 | 270 | 1,088 |
| 2.  | Germania  | 7  | 3 | 2 | 1 | 8  | 3  | 2,666 | 263 | 242 | 1,086 |
| 3.  | Belgio    | 2  | 3 | 1 | 2 | 3  | 8  | 0,375 | 249 | 267 | 0,932 |
| 4.  | Rep. Ceca | 1  | 3 | 0 | 3 | 3  | 9  | 0,333 | 263 | 290 | 0,906 |

#### Girone B

##### Risultati
| 5 gennaio 2020 Max-Schmeling-Halle, Berlino Durata: 1h:20 - Spettatori: 2 538 | Francia     | 3 - 0 | Serbia      | 25-21, 25-21, 25-22               |
| 6 gennaio 2020 Max-Schmeling-Halle, Berlino Durata: 1h:11 - Spettatori: 937   | Paesi Bassi | 0 - 3 | Serbia      | 18-25, 18-25, 17-25               |
| 6 gennaio 2020 Max-Schmeling-Halle, Berlino Durata: 2h:05 - Spettatori: 2 188 | Bulgaria    | 3 - 2 | Francia     | 25-23, 17-25, 25-22, 19-25, 15-8  |
| 7 gennaio 2020 Max-Schmeling-Halle, Berlino Durata: 1h:11 - Spettatori: 589   | Bulgaria    | 3 - 0 | Paesi Bassi | 25-19, 25-16, 25-15               |
| 8 gennaio 2020 Max-Schmeling-Halle, Berlino Durata: 2h:12 - Spettatori: 1 058 | Serbia      | 2 - 3 | Bulgaria    | 21-25, 26-24, 22-25, 25-20, 13-15 |
| 8 gennaio 2020 Max-Schmeling-Halle, Berlino Durata: 1h:54 - Spettatori: 623   | Francia     | 2 - 3 | Paesi Bassi | 25-21, 25-20, 22-25, 19-25, 12-15 |

##### Classifica
| Pos | Squadra     | Pt | G | V | P | SV | SP | Ratio | PF  | PS  | Ratio |
| --- | ----------- | -- | - | - | - | -- | -- | ----- | --- | --- | ----- |
| 1.  | Bulgaria    | 7  | 3 | 3 | 0 | 9  | 4  | 2,250 | 285 | 260 | 1,096 |
| 2.  | Francia     | 5  | 3 | 1 | 2 | 7  | 6  | 1,166 | 281 | 271 | 1,036 |
| 3.  | Serbia      | 4  | 3 | 1 | 2 | 5  | 6  | 0,833 | 246 | 237 | 1,038 |
| 4.  | Paesi Bassi | 2  | 3 | 1 | 2 | 3  | 8  | 0,375 | 209 | 253 | 0,826 |

### Fase finale
|  | Semifinali | Semifinali | Semifinali |  |    | Finale  | Finale   | Finale |
|  |            |            |            |  |    |         |          |        |
|  | 1A         | Slovenia   | 2          |  |    |         |          |        |
|  | 1A         | Slovenia   | 2          |  |    |         |          |        |
|  | 2B         | Francia    | 3          |  |    |         |          |        |
|  | 2B         | Francia    | 3          |  | 2B | Francia | 3        |        |
|  |            |            |            |  | 2B | Francia | 3        |        |
|  |            |            |            |  |    | 2A      | Germania | 0      |
|  | 1B         | Bulgaria   | 1          |  |    | 2A      | Germania | 0      |
|  | 1B         | Bulgaria   | 1          |  |    |         |          |        |
|  | 2A         | Germania   | 3          |  |    |         |          |        |
|  | 2A         | Germania   | 3          |  |    |         |          |        |

#### Semifinali
| 9 gennaio 2020 Max-Schmeling-Halle, Berlino Durata: 1h:59 - Spettatori: 3 174 | Slovenia | 2 - 3 | Francia  | 25-13, 25-22, 14-25, 21-25, 9-15 |
| 9 gennaio 2020 Max-Schmeling-Halle, Berlino Durata: 2h:01 - Spettatori: 4 288 | Bulgaria | 1 - 3 | Germania | 20-25, 23-25, 25-20, 23-25       |

#### Finale
| 10 gennaio 2020 Max-Schmeling-Halle, Berlino Durata: 1h:20 - Spettatori: 6 577 | Francia | 3 - 0 | Germania | 25-20, 25-20, 25-23 |

## Classifica finale
| Pos      | Squadra     | Qualificazione               |
| -------- | ----------- | ---------------------------- |
|          | Francia     | Giochi della XXXII Olimpiade |
|          | Germania    |                              |
|          | Bulgaria    |                              |
| Slovenia |             |                              |
| 5        | Belgio      |                              |
| 5        | Serbia      |                              |
| 7        | Rep. Ceca   |                              |
| 7        | Paesi Bassi |                              |

## Premi individuali
| Premio                | Nome              | Squadra  |
| --------------------- | ----------------- | -------- |
| MVP                   | Jean Patry        | Francia  |
| Miglior palleggiatore | Lukas Kampa       | Germania |
| Miglior opposto       | Jean Patry        | Francia  |
| Miglior schiacciatore | Denys Kaliberda   | Germania |
| Miglior schiacciatore | Earvin N'Gapeth   | Francia  |
| Miglior centrale      | Viktor Josifov    | Bulgaria |
| Miglior centrale      | Nicolas Le Goff   | Francia  |
| Miglior libero        | Jenia Grebennikov | Francia  |